# Ryōtarō Araki
Pour les articles homonymes, voir Araki.
Ryōtarō Araki (荒木 遼太郎, Araki Ryōtarō), né le 29 janvier 2002 à Kumamoto au Japon, est un footballeur japonais. Il évolue au poste de milieu offensif au Kashima Antlers.

## Biographie

### En club
Né à Kumamoto au Japon, Ryōtarō Araki rejoint le club de Kashima Antlers en provenance de l'académie Higashi Fukuoka. Il joue son premier match en professionnel le 16 février 2020, à l'occasion d'une rencontre de coupe de la Ligue japonaise face au Nagoya Grampus. Il entre en jeu à la place de Juan Alano (en) lors de cette rencontre perdue par son équipe sur le score de un but à zéro. Le 23 février 2020, il joue son premier match en J. League 1, lors de la première journée de la saison 2020 contre le Sanfrecce Hiroshima. Il entre en jeu à la place de Shoma Doi et son équipe s'incline (3-0).
Le 27 février 2021, Araki inscrit son premier but de la saison 2021, lors de la première journée face à Shimizu S-Pulse (son équipe s'incline 1-3). Titulaire au poste d'ailier gauche lors de la journée suivante, le 10 mars 2021 face au Shonan Bellmare, il contribue grandement à la victoire des siens en réalisant le premier doublé de sa carrière (3-1 score final). Araki se fait à nouveau remarquer lors de la journée suivante, le 13 mars contre Sanfrecce Hiroshima. Il inscrit ce jour-là le but égalisateur, qui permet à son équipe de prendre le point du match nul (1-1). Il est alors le premier joueur âgé de 18 ans à marquer dans trois matchs consécutifs en championnat depuis Shoji Jo, 27 ans auparavant.
En janvier 2024, Ryōtarō Araki rejoint le FC Tokyo sous la forme d'un prêt d'une saison. Le transfert est annoncé dès le 24 décembre 2023.
Il s'illustre dès son premier match pour le club en marquant deux buts, le 24 février 2024,  lors de la première journée de la saison 2024 de J. League 1 face au Cerezo Osaka. Les deux équipes se neutralisent ce jour-là (2-2 score final).
Le 27 juin 2024, Ryōtarō Araki dispute sont 100  matchs officiel en Championnat du Japon de football.

### En sélection
Ryōtarō Araki joue un seul match avec l'équipe du Japon des moins de 20 ans, le 23 mars 2022 contre la Croatie. Il entre en jeu et délivre une passe décisive pour Yutaro Oda sur le but vainqueur de son équipe (1-0).
En Mai 2024, Ryōtarō Araki remporte la Coupe d'Asie, avec la sélection des moins de 23 ans du Japon.